# Gara Sântana
Gara Sântana este o gară care deservește orașul Sântana, județul Arad, România.